# 夏行美
夏 行美（か こうび、生没年不詳）は、遼（契丹）の軍人。渤海国の出身。

## 経歴
太平9年（1029年）、大延琳が反乱を起こしたとき、行美は総渤海軍として保州にいた。大延琳が保州に使者を送って反乱に呼応するよう誘ってくると、行美はその使者を捕らえて統軍の耶律蒲古のもとに送り、反乱に呼応しようとしていた人々100人を殺した。大延琳は勢力拡大をはばまれ、城に籠城して守ったが、数カ月で敗れて捕らえられた。行美は功績により同中書門下平章事の位を加えられた。太平10年（1030年）、忠順軍節度使に抜擢された。
重熙17年（1048年）、副部署に転じ、耶律義先の下で蒲奴里を討ち、その首長の陶得里を捕らえて帰京した。後に致仕して、死去した。

## 伝記資料
- 『遼史』巻87 列伝第17